# Колісниківка (Полтавський район)
Колісниківка — село в Україні, у Кобеляцькій міській громаді Полтавського району Полтавської області. Населення становить 147 осіб.

## Географія
Село Колесниківка знаходиться на лівому березі річки Кобелячка, вище за течією на відстані 3 км розташоване село Вишневе, нижче за течією на відстані 2,5 км розташоване село Яблунівка, на протилежному березі — село Золотарівка. Селом протікає пересихаючий струмок з загатою.

## Історія
12 червня 2020 року, відповідно до розпорядження Кабінету Міністрів України № 721-р «Про визначення адміністративних центрів та затвердження територій територіальних громад Полтавської області», село увійшло до складу Кобеляцької міської громади.
19 липня 2020 року, в результаті адміністративно - територіальної реформи та ліквідації Кобеляцького району, село увійшло до складу новоутвореного Полтавського району Полтавської області.